# Manthes
Manthes ist eine französische Gemeinde mit 678 Einwohnern (Stand: 1. Januar 2022) im Département Drôme in der Region Auvergne-Rhône-Alpes; sie gehört zum Arrondissement Valence und zum Kanton Drôme des collines. 

## Geographie
Manthes liegt etwa 23 Kilometer südsüdöstlich von Vienne an den Flüssen Veuze und Oron. Manthes wird umgeben von den Nachbargemeinden Lapeyrouse-Mornay im Norden, Beaurepaire im Nordosten, Lens-Lestang im Osten und Südosten, Moras-en-Valloire im Süden, Saint-Sorlin-en-Valloire im Südwesten und Westen sowie Épinouze im Westen und Nordwesten.

## Bevölkerungsentwicklung
| Jahr                       | 1962 | 1968 | 1975 | 1982 | 1990 | 1999 | 2006 | 2019 |
| Einwohner                  | 498  | 572  | 488  | 502  | 564  | 570  | 617  | 664  |
| Quellen: Cassini und INSEE |      |      |      |      |      |      |      |      |

## Sehenswürdigkeiten
- Priorat Manthes aus dem 11. Jahrhundert
- Schloss aus dem 17. Jahrhundert mit Mühle

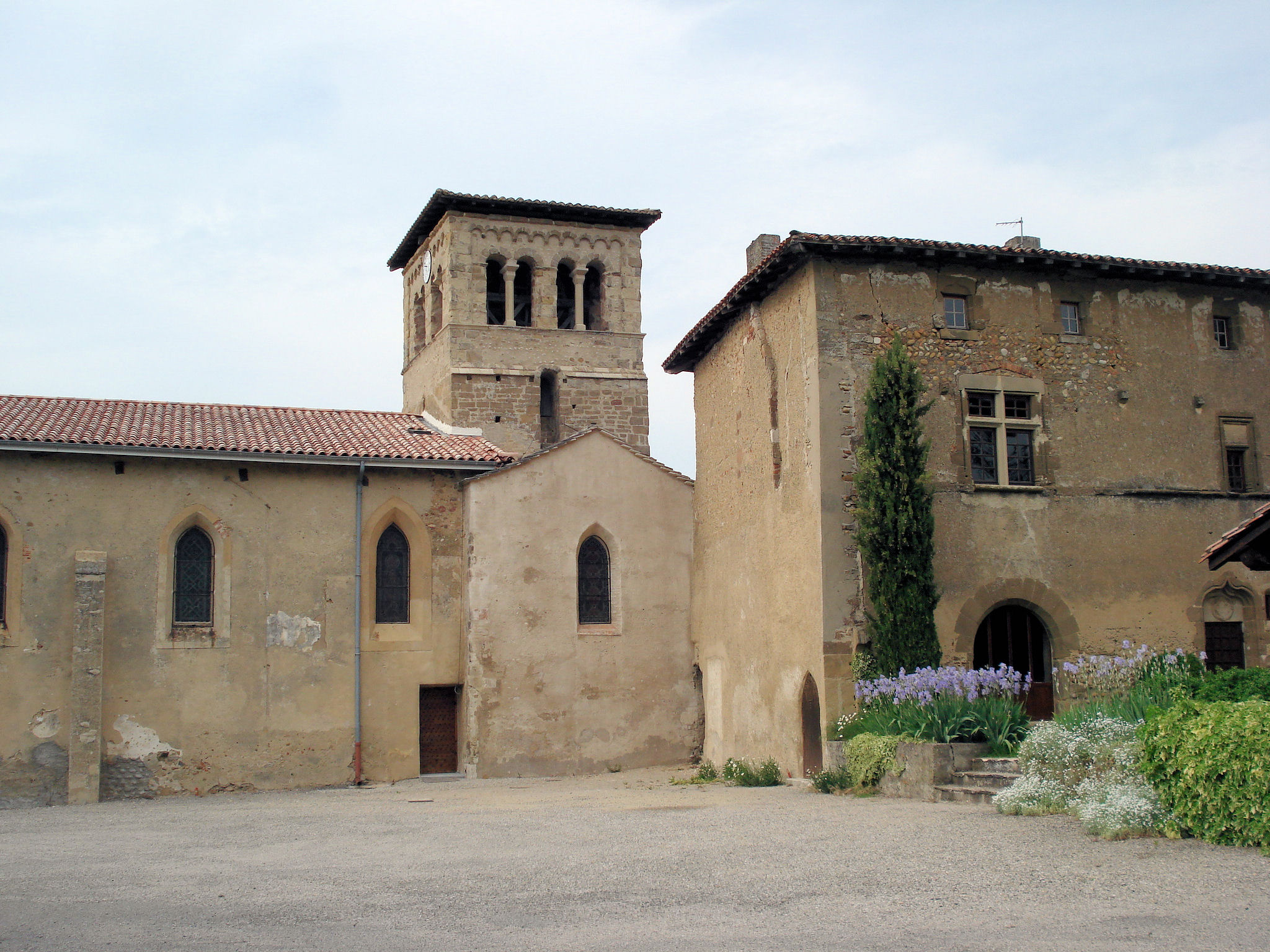
Priorat Manthes
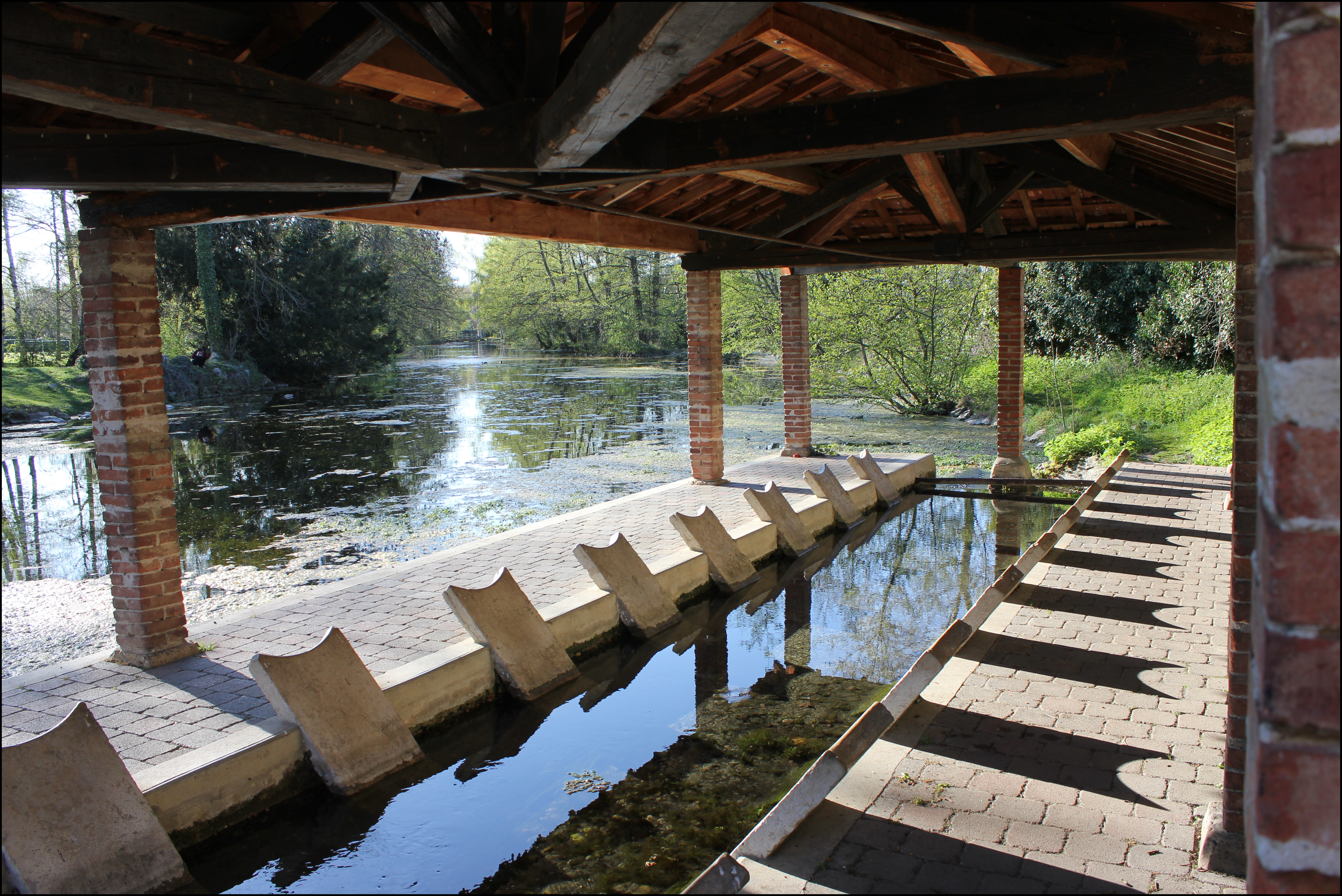
Ehemaliges öffentliches Waschhaus